# Paradidyma angusticornis
Paradidyma angusticornis är en tvåvingeart som först beskrevs av Townsend 1892.  Paradidyma angusticornis ingår i släktet Paradidyma och familjen parasitflugor. Inga underarter finns listade i Catalogue of Life.